# Ceratomyxa mylionis
Ceratomyxa mylionis is een microscopische parasiet uit de familie Ceratomyxidae. Ceratomyxa mylionis werd in 1960 beschreven door Ishizaki. 